# Locationes mansorum desertorum

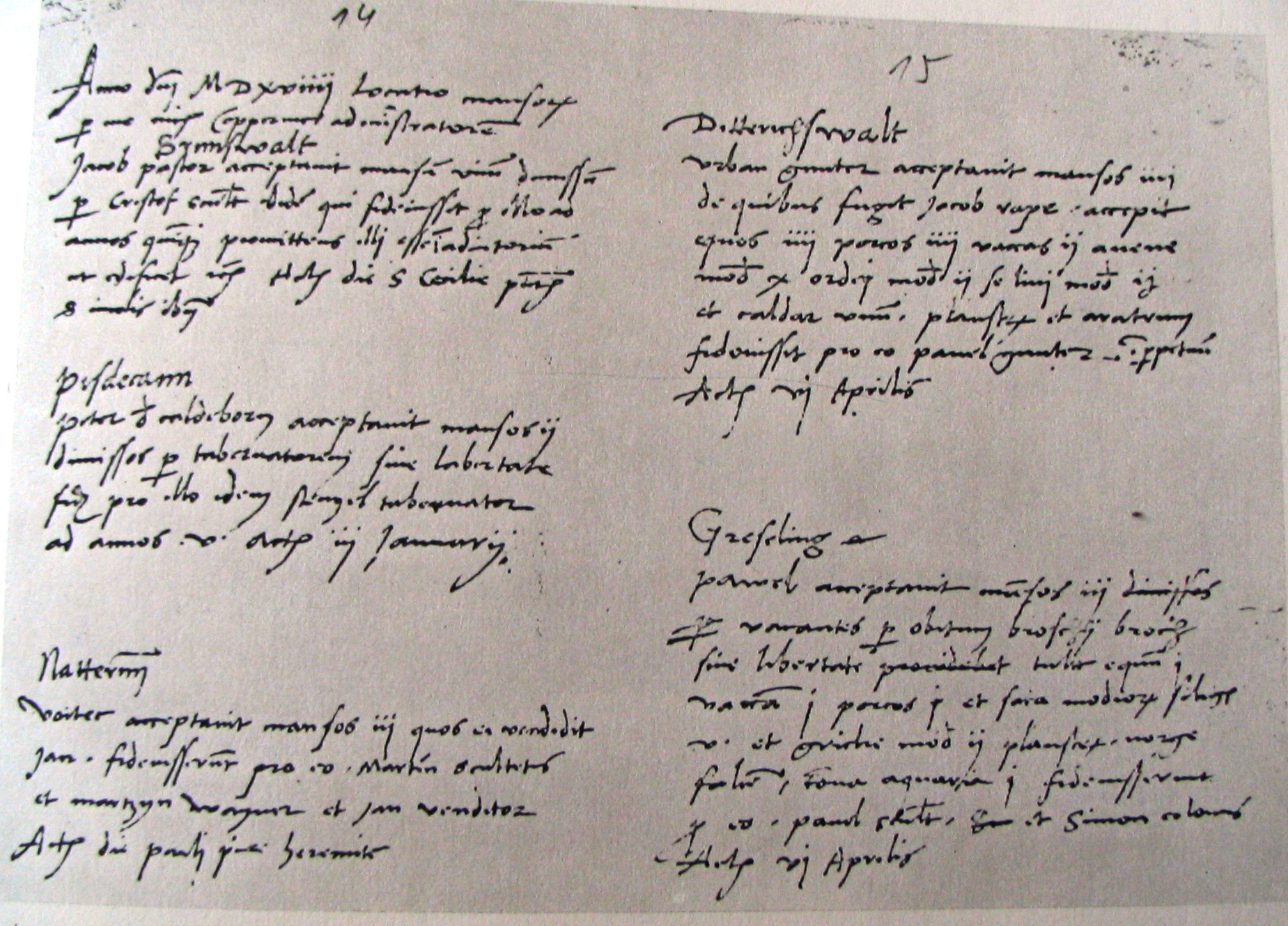
Страница рукописи Locationes mansorum desertorum

Перечень брошенных земель (лат. Locationes mansorum desertorum) — рукопись Николая Коперника, созданная им в период 1516—1521 годов, во время пребывания в должности экономического администратора Вармии. Рукопись представляет собой учётный документ, в котором фиксировались состояние земельных участков, а также сделки, связанные с собственностью на землю.
Коперник был назначен экономическим администратором Вармии и поселился в Ольштыне 8 ноября 1516 года. В его обязанности входило управление примерно одной третью земельных угодий региона (другие две трети были под управлением епископата). На этот период пришлась война с Тевтонским орденом 1519—1521, в результате которой часть земель была разорена и нуждалась в восстановлении. Коперник в качестве администратора совершил 65 инспекционных поездок, во время которых посетил 41 деревню (некоторые — по нескольку раз).
Locationes mansorum desertorum содержит в общей сложности 66 записей, из которых 37 касаются передачи земельных участков новым владельцам, нередко — вместе со скотом (крупный рогатый скот, лошади, свиньи), сельскохозяйственными орудиями, а иногда и посевным материалом.
Записи, сделанные Коперником, достаточно подробны. Например:
- Плуски (пол. Pluski) — Анджей из прихода Бартош взял два участка земли;
- Нагляды (пол. Naglady) — Марцин Войтег взял четыре участка земли, которые он взял у Ежи Войтега без согласия;
- Грызлины (пол. Gryźliny) — Станислав взял три участка земли, с которых пять лет назад бежал Кранцель. Я дал ему одну лошадь, одного телёнка и снизил на четверть арендную плату на этого и следующий год.